# Kancabchén, Yucatán
Kancabchén är en ort i Mexiko.   Den ligger i kommunen Halachó och delstaten Yucatán, i den östra delen av landet, 900 km öster om huvudstaden Mexico City. Kancabchén ligger 9 meter över havet och antalet invånare är 460.
Terrängen runt Kancabchén är mycket platt. Runt Kancabchén är det ganska glesbefolkat, med 35 invånare per kvadratkilometer. Närmaste större samhälle är Calkiní, 19,5 km sydost om Kancabchén. Trakten runt Kancabchén består till största delen av jordbruksmark.